# Perilampus
Perilampus is een geslacht van vliesvleugeligen uit de familie Perilampidae. De wetenschappelijke naam van dit geslacht is voor het eerst geldig gepubliceerd in 1809 door Latreille.

## Soorten
Het geslacht Perilampus omvat de volgende soorten:
- Perilampus acus Narendran, 2003
- Perilampus aeneus (Rossius, 1790)
- Perilampus albitarsis Cameron, 1905
- Perilampus alienus Riek, 1966
- Perilampus americanus Girault, 1912
- Perilampus amnonius (Argaman, 1990)
- Perilampus angustus Nees, 1834
- Perilampus anomocerus Crawford, 1914
- Perilampus aquilonaris Girault, 1915
- Perilampus aquilus Nikol'skaya, 1952
- Perilampus auratus (Panzer, 1798)
- Perilampus aureoviridis Walker, 1833
- Perilampus australis Girault, 1915
- Perilampus azureus (Argaman, 1990)
- Perilampus bellus Nikol'skaya, 1952
- Perilampus birmanus Mani & Kaul, 1973
- Perilampus birous (Argaman, 1990)
- Perilampus bouceki (Argaman, 1990)
- Perilampus braconiphaga Risbec, 1951
- Perilampus brisbanensis Girault, 1915
- Perilampus caeruleiventris Cameron, 1913
- Perilampus cairnsensis Girault, 1913
- Perilampus canadensis Crawford, 1914
- Perilampus capensis Girault, 1913
- Perilampus carinifrons Crawford, 1914
- Perilampus carolinensis Smulyan, 1936
- Perilampus casevitzi (Argaman, 1990)
- Perilampus catilus (Argaman, 1990)
- Perilampus cephalotes Boucek, 1956
- Perilampus chlorinus Förster, 1859
- Perilampus chrysis (Fabricius, 1787)
- Perilampus chrysonotus Förster, 1859
- Perilampus chrysopae Crawford, 1914
- Perilampus cocegus (Argaman, 1990)
- Perilampus coorgensis Mani & Kaul, 1973
- Perilampus crawfordi Smulyan, 1936
- Perilampus cremastophagus Mani & Kaul, 1973
- Perilampus cremastusae (Risbec, 1952)
- Perilampus cristatus Förster, 1859
- Perilampus cuprinus Förster, 1859
- Perilampus cyaneus (Fabricius, 1798)
- Perilampus dalawanensis Hedqvist, 1968
- Perilampus delbotor (Argaman, 1990)
- Perilampus dentatinotum Girault, 1928
- Perilampus desaii Mani & Kaul, 1973
- Perilampus dipterophagus Riek, 1966
- Perilampus dobnos (Argaman, 1990)
- Perilampus ducmas (Argaman, 1990)
- Perilampus emersoni Girault, 1930
- Perilampus eximius Masi, 1932
- Perilampus franzmanni Galloway, 1983
- Perilampus fulvicornis Ashmead, 1886
- Perilampus gahani Smulyan, 1936
- Perilampus ganuz (Argaman, 1990)
- Perilampus glabrifrons Riek, 1966
- Perilampus granulosus Crawford, 1914
- Perilampus harithus Narendran, 2003
- Perilampus hedychroides Walker, 1871
- Perilampus horocos (Argaman, 1990)
- Perilampus hurap (Argaman, 1990)
- Perilampus hyalinus Say, 1829
- Perilampus igniceps Cameron, 1909
- Perilampus ilvauber (Argaman, 1990)
- Perilampus inimicus Crawford, 1910
- Perilampus injactans Brues, 1915
- Perilampus intermedius Boucek, 1956
- Perilampus ivondroi (Risbec, 1952)
- Perilampus japonicus Ashmead, 1904
- Perilampus jolaus (Argaman, 1990)
- Perilampus kaszabi Boucek, 1983
- Perilampus keralensis Mani & Kaul, 1974
- Perilampus kim Nikol'skaya, 1952
- Perilampus kittenbergeri (Argaman, 1990)
- Perilampus kolkatensis Narendran, 2003
- Perilampus laeviceps Cameron, 1905
- Perilampus laevifrons Dalman, 1822
- Perilampus laticeps Masi, 1940
- Perilampus levifacies Girault & Dodd, 1915
- Perilampus liliae (Argaman, 1990)
- Perilampus luzonensis Crawford, 1915
- Perilampus maceki Boucek, 1956
- Perilampus manii Subba Rao, 1986
- Perilampus masculinus Boucek, 1956
- Perilampus maurus Walker, 1852
- Perilampus mavricus (Argaman, 1990)
- Perilampus meloui (Risbec, 1957)
- Perilampus mexicanus Cameron, 1897
- Perilampus micans Dalman, 1820
- Perilampus microgastris Ferrière, 1930
- Perilampus minutalis Steffan, 1952
- Perilampus minutus Girault, 1912
- Perilampus mirabeaui (Girault, 1930)
- Perilampus moczari (Argaman, 1990)
- Perilampus montanus Riek, 1966
- Perilampus muesebecki Smulyan, 1936
- Perilampus mysorensis Narendran, 2003
- Perilampus neglectus Boucek, 1956
- Perilampus nesiotes Crawford, 1911
- Perilampus nigriviridis Girault, 1912
- Perilampus nigronitidus Riek, 1966
- Perilampus nilamburensis Mani & Kaul, 1973
- Perilampus nimrodus (Argaman, 1990)
- Perilampus nitens Walker, 1834
- Perilampus noemi Nikol'skaya, 1952
- Perilampus nola Nikol'skaya, 1952
- Perilampus obsoletus Masi, 1927
- Perilampus ocellatus Smulyan, 1936
- Perilampus orientalis Rohwer, 1923
- Perilampus pappi (Argaman, 1990)
- Perilampus paraguayensis Girault, 1911
- Perilampus parvus Howard, 1897
- Perilampus peechicus Narendran, 2003
- Perilampus peterseni Hedqvist, 1968
- Perilampus philembia Burks, 1969
- Perilampus picpus (Argaman, 1990)
- Perilampus pisticus Darling, 2009
- Perilampus platigaster Say, 1836
- Perilampus politifrons Howard, 1894
- Perilampus polypori Boucek, 1971
- Perilampus prasinus Nikol'skaya, 1952
- Perilampus prothoracicus Smulyan, 1936
- Perilampus punctiventris Crawford, 1915
- Perilampus pupulus Nikol'skaya, 1952
- Perilampus rainerius (Argaman, 1990)
- Perilampus regalis Smulyan, 1936
- Perilampus reticulatus Cameron, 1905
- Perilampus robertsoni Crawford, 1914
- Perilampus rohweri Smulyan, 1936
- Perilampus rostratus Kerrich, 1954
- Perilampus ruficornis (Fabricius, 1793)
- Perilampus ruschkai Hellén, 1924
- Perilampus saleius Walker, 1839
- Perilampus secus Narendran, 2003
- Perilampus seyrigi Risbec, 1952
- Perilampus shencottus Mani & Kaul, 1974
- Perilampus shornus Narendran, 2003
- Perilampus similis Crawford, 1914
- Perilampus singaporensis Rohwer, 1923
- Perilampus sirsiris (Argaman, 1990)
- Perilampus spenceri Narendran, 2003
- Perilampus splendidus Dalman, 1822
- Perilampus stygicus Provancher, 1888
- Perilampus subcarinatus Crawford, 1914
- Perilampus tasmanicus Cameron, 1912
- Perilampus tassoni Girault, 1922
- Perilampus tetar (Argaman, 1990)
- Perilampus tristis Mayr, 1905
- Perilampus tuberculatus Storozheva, 1995
- Perilampus turpiculus (Argaman, 1990)
- Perilampus tutubas (Argaman, 1990)
- Perilampus umbo Nikol'skaya, 1952
- Perilampus vexator Nikol'skaya, 1952
- Perilampus xirgus (Argaman, 1990)
- Perilampus yercaudensis Mani & Kaul, 1974
- Perilampus zabinae Narendran, 2003